# پپو کالخا
پپو کالخا (انگلیسی: Pepeo Calleja؛ زادهٔ ۲۵ سپتامبر ۱۹۶۲) بازیکن فوتبال اهل اسپانیا است.
از باشگاه‌هایی که در آن بازی کرده‌است می‌توان به باشگاه فوتبال رئال بتیس و باشگاه فوتبال اسپورتینگ خیخون اشاره کرد.